# San Joaquín, Nuevo León
San Joaquín är en ort i Mexiko.   Den ligger i kommunen Galeana och delstaten Nuevo León, i den centrala delen av landet, 600 km norr om huvudstaden Mexico City. San Joaquín ligger 1 886 meter över havet och antalet invånare är 330.
Terrängen runt San Joaquín är platt åt sydväst, men åt nordost är den kuperad. Runt San Joaquín är det mycket glesbefolkat, med 5 invånare per kvadratkilometer. San Joaquín är det största samhället i trakten. Omgivningarna runt San Joaquín är i huvudsak ett öppet busklandskap.